# Keller Inlet
Das Keller Inlet ist eine vereiste Bucht mit nordöstlich-südwestlicher Ausrichtung an der Lassiter-Küste des Palmerlands auf der Antarktischen Halbinsel. Sie liegt zwischen dem Kap Little und dem Kap Fiske.
Teilnehmer der United States Antarctic Service Expedition (1939–1941) fotografierten sie erstmals im Dezember 1940 aus der Luft. Weitere Luftaufnahmen entstanden 1947 im Rahmen der Ronne Antarctic Research Expedition (1947–1948) unter der Leitung des US-amerikanischen Polarforschers Finn Ronne, bei der in Zusammenarbeit mit dem Falkland Islands Dependencies Survey (FIDS) die kartografische Erfassung vorgenommen wurde. Ronne benannte die Bucht nach Louis Keller aus dem texanischen Beaumont, welcher der Expedition Versorgungsgüter zur Verfügung gestellt hatte.